# Thielaviopsis basicola
Thielaviopsis basicola är en svampart som först beskrevs av Berk. & Broome, och fick sitt nu gällande namn av Ferraris 1912. Thielaviopsis basicola ingår i släktet Thielaviopsis och familjen Ceratocystidaceae.   Inga underarter finns listade i Catalogue of Life.